# La Mission des Schtroumpfs
La Mission des Schtroumpfs  est un jeu vidéo d'action-aventure développé et édité par Infogrames, sorti en 2000 sur Game Boy Color.